# ベリーFC
ベリー・フットボール・クラブ（Bury Football Club）は1885年から2019年にかけて存在したイングランドのサッカークラブチーム。2019-20シーズンはフットボールリーグ1（3部相当）に所属した。20世紀前半にFAカップを2度制するなど、かつてはトップリーグが定位置のクラブだったが、1929年に降格して以降トップリーグへの復帰は果たせず、2019年8月27日に経済的理由によりイングリッシュ・フットボールリーグより追放され解散となった。

## 歴史

### 2019年の財政難
数年間財政難に悩まされていたベリーは2018年12月にビジネスマンであるスティーブ・デイルに£1で購入され、2019年2月にデイルは歳入関税庁による清算命令を回避するために未払いであった税金を支払った。こうして解散を免れたように見えたベリーFCの危機は同年4月2日にスタッフと選手らの給料が未払いになったことで再び表面化した。
4月25日にデイルはクラブの財政難をクラブを購入したときに理解していたものよりも「限りなく深刻」とコメントし、クラブを公開市場へ上場した。5月末までに給料、歳入関税庁への支払い、年金を合わせ160万ポンドの金を用意しなければならなかったがその期間の予想収入は僅か18万ポンドであった。
デイルはクラブの将来を良いものにするために会社任意整理手続（CVA）を提案し7月18日に債権者により認められ、最高裁判所はクラブに対する清算命令を撤回した。しかしながらイングリッシュ・フットボールリーグ（EFL）のルール上CVAは経営破綻とみなされ、ペナルティとして勝ち点-12の処分が翌日科された。
7月25日、EFLはベリーがCVAを満たすためにはクラブを効果的に経営できるという証拠の提示が必要といった条件を決定した。クラブ側は証拠提示期限内にクラブの経営に関する書類を提示できず、8月3日の開幕戦（ホーム、ミルトン・キーンズ・ドンズFC戦）と続くリーグ戦4試合、そしてリーグカップのシェフィールド・ウェンズデイFC戦が延期された。
8月8日にEFLはクラブは債権者への支払いを済ませるために14日間を与えられ、これができなかった場合EFLより追放されることになると告知した。
8月12日、デイルはスタッフに今後届くであろうクラブ購入の申し出を受け入れるよう「懇願された」がゆえにクラブの売却を考えると公言した。しかし20日にデイルはより良いオファーが届くと信じ財政問題すべてを解決に導いたであろうオファーを断った。これを受け北ベリー選挙区のジェームズ・フリス国会議員はEFLのデビー・ジェヴァンズ会長に追放期限の延長を求める手紙を書き、グレーター・マンチェスター市長のアンディー・バーナムもこれに倣った。8月22日、EFLは4団体がベリー購入に興味を示していることを受け期限を48時間延長したことを発表した。
8月23日、デイルが分析系会社であるC&N Sporting Riskとクラブの売却で合意に至ったと報じられ、翌朝EFLは8月27日17時をクラブ売却の期限として設けた。期限まで1時間を切った頃、C&N Sporting Riskは「これ以上の交渉の進行は望めない」としクラブの購入から手を引いた。このままクラブは売却に至らず、現地時間23時、EFLはベリーFCのEFLからの追放、つまりはクラブの解散を発表した。クラブがEFLより追放されるのは1992年のメードストン・ユナイテッドの清算以来の出来事となった。
しかし、その直後に、イギリスのスポーツテレビ局・スカイスポーツの報道によると、2020-21シーズンから、アマチュアの最上級リーグであり、プレミアリーグから見て5番目のクラスにあたる「ナショナルリーグ」への降格での参加を希望していると報じられた。ベリーFCは2020-21年度のシーズンはプロ最下級のEFLリーグ2（4部）への降格を申し込んだが、主催者が同年度のEFLチャンピオンシップ（2部）、EFLリーグ1（3部）を含め、プレミアリーグの下部組織のリーグの総数を72に戻すため、入れ替え枠を調整するとしたため、ベリーFCはリーグ2以上への参加ができなくなったため、アマチュア最上位のナショナルリーグへの参加を申し込んだとされるが、現地有識者によれば、一度EFLに属していたクラブが財政上の理由で解散や追放を受けたクラブの多くは、地域リーグからスタートしたものばかりであり、ベリーFCも例外なくその地域リーグからのスタートになる可能性が高いとされている。→ベリーAFC

## クラブ各種記録
クラブ最高順位
- ファーストディヴィジョン(現：プレミアリーグ)

リーグ4位 1926

## タイトル

### 国内タイトル
- セカンドディヴィジョン(現：FLC)

1895
- サードディヴィジョン(現：FL1)

1961,1997
- FAカップ

1900,1903
- FAユースカップ

1966
- ランカシャーカップ

1892,1899,1903,1906,1926,1958,1983,1987
- マンチェスターカップ

1894,1896,1897,1900,1903,1905,1925,1935,1951,1952,1962,1968

### 国際タイトル
- なし

## 過去の成績
| シーズン | ディビジョン        | ディビジョン | ディビジョン | ディビジョン | ディビジョン | ディビジョン | ディビジョン | ディビジョン | ディビジョン | FAカップ  | リーグ カップ | 欧州カップ / その他 | 欧州カップ / その他 | 最多得点者                      | 最多得点者 |
| シーズン | リーグ              | 試           | 勝           | 分           | 敗           | 得           | 失           | 点           | 順位         | FAカップ  | リーグ カップ | 欧州カップ / その他 | 欧州カップ / その他 | 選手                            | 得点数     |
| -------- | ------------------- | ------------ | ------------ | ------------ | ------------ | ------------ | ------------ | ------------ | ------------ | --------- | ------------- | ------------------- | ------------------- | ------------------------------- | ---------- |
| 2004–05  | フットボールリーグ2 | 46           | 14           | 16           | 16           | 54           | 54           | 58           | 17位         | 2回戦敗退 | 1回戦敗退     | EFLトロフィー       | 1回戦敗退(N)        | David Nugent                    | 11         |
| 2005–06  | フットボールリーグ2 | 46           | 12           | 17           | 17           | 45           | 57           | 52           | 19位         | 1回戦敗退 | 1回戦敗退     | EFLトロフィー       | 1回戦敗退(N)        | Simon Whaley                    | 7          |
| 2006–07  | フットボールリーグ2 | 46           | 13           | 11           | 22           | 46           | 61           | 50           | 21位         |           | 2回戦敗退     | EFLトロフィー       | 1回戦敗退(N)        | Andy Bishop                     | 15         |
| 2007–08  | フットボールリーグ2 | 46           | 16           | 11           | 19           | 58           | 61           | 59           | 13位         | 4回戦敗退 | 1回戦敗退     | EFLトロフィー       | 準決勝敗退(N)       | Andy Bishop                     | 19         |
| 2008–09  | フットボールリーグ2 | 46           | 21           | 15           | 10           | 63           | 43           | 78           | 4位          | 1回戦敗退 | 1回戦敗退     | EFLトロフィー       | 準々決勝敗退(N)     | Andy Bishop                     | 16         |
| 2009–10  | フットボールリーグ2 | 46           | 19           | 12           | 15           | 54           | 59           | 69           | 9位          | 1回戦敗退 | 1回戦敗退     | EFLトロフィー       | 準々決勝敗退(N)     | Ryan Lowe                       | 18         |
| 2010–11  | フットボールリーグ2 | 46           | 23           | 12           | 11           | 82           | 50           | 81           | 2位          | 2回戦敗退 | 1回戦敗退     | EFLトロフィー       | 準々決勝敗退(N)     | Ryan Lowe                       | 27         |
| 2011–12  | フットボールリーグ1 | 46           | 15           | 11           | 20           | 60           | 79           | 56           | 14位         | 1回戦敗退 | 2回戦敗退     | EFLトロフィー       | 1回戦敗退(N)        | Andy Bishop                     | 8          |
| 2012–13  | フットボールリーグ1 | 46           | 9            | 14           | 23           | 45           | 73           | 41           | 22位         | 2回戦敗退 | 1回戦敗退     | EFLトロフィー       | 準々決勝敗退(N)     | Steven Schumacher               | 8          |
| 2013–14  | フットボールリーグ2 | 46           | 13           | 20           | 13           | 59           | 51           | 59           | 12位         | 1回戦敗退 | 2回戦敗退     | EFLトロフィー       | 1回戦敗退(N)        | Daniel Nardiello                | 11         |
| 2014–15  | フットボールリーグ2 | 46           | 26           | 7            | 13           | 60           | 40           | 85           | 3位          | 2回戦敗退 | 1回戦敗退     | EFLトロフィー       | 準々決勝敗退(N)     | Daniel Nardiello Danny Rose     | 10         |
| 2015–16  | フットボールリーグ1 | 46           | 16           | 12           | 18           | 56           | 73           | 57           | 16位         | 4回戦敗退 | 2回戦敗退     | EFLトロフィー       | 2回戦敗退(N)        | Leon Clarke                     | 15         |
| 2016–17  | フットボールリーグ1 | 46           | 13           | 11           | 22           | 61           | 73           | 50           | 19位         | 1回戦敗退 | 1回戦敗退     | EFLトロフィー       | GS敗退              | James Vaughan                   | 24         |
| 2017–18  | フットボールリーグ1 | 46           | 8            | 12           | 26           | 41           | 71           | 36           | 24位         | 1回戦敗退 | 1回戦敗退     | EFLトロフィー       | 3回戦敗退(N)        | Jermaine Beckford George Miller | 8          |
| 2018–19  | フットボールリーグ2 | 46           | 22           | 13           | 11           | 82           | 56           | 79           | 2位          | 2回戦敗退 | 1回戦敗退     | EFLトロフィー       | 準決勝敗退(N)       | ニッキー・メイナード            | 19         |
| 2019-20  | フットボールリーグ1 | 0            | 0            | 0            | 0            | 0            | 0            | -12          | -位          |           |               | EFLトロフィー       |                     |                                 |            |

## 歴代監督
- 1887 T.ハーグリーヴス
- 1887-1907 H.S.Hamer
- 1907-1915 アーチー・モントゴメリー
- 1919-1923 ウィリアム・キャメロン
- 1923-1927 ジェイムズ・ハンター
- 1927-1930 パーシー・スミス
- 1930-1934 アーサー・ペイン
- 1934-1938 ノーマン・バロック
- 1938-1944 チャーリー・ディーン
- 1944-1945 ジミー・ポッター
- 1945-1949 ノーマン・バロック
- 1950-1953 ジョン・マクネイル
- 1953-1961 デイヴ・ラッセル
- 1961-1965 ボブ・ストーコー
- 1965-1966 ベルト・ヒード
- 1966-1969 レス・シャノン
- 1969 ジャック・マーシャル
- 1970 レス・ハート
- 1970-1972 Tommy McAnearney
- 1972-1973 アラン・ブラウン
- ボビー・スミス 1973-1977
- ボブ・ストーコー 1977-1978
- ディヴィッド・ハットン 1978-1979
- デイヴ・コナー 1979-1980
- Jim Iley 1980-1984
- マーティン・ドブソ 1984-1989ン
- サム・エリス 1989-1990
- マイク・ウォルシュ 1990-1995
- Stan Ternent 1995-1998
- ニール・ウォーノック 1998-1999
- スティーブ・レドモンド 1999-2000
- アンディ・プリース 2000-2003
- グレアム・バロー 2003-2005
- クリス・キャスパー 2005-2008
- クリス・ブラス (Caretaker) 2008-2008
- アラン・ニール 2008-2011
- リッチー・バーカー 2011-2012
- ケビン・ブラックウェル 2012-2013
- デイビット・フリットクロフト 2013-2016
- リー・クラーク 2016-2017
- クリス・ラケッティ 2017-2018
- ライアン・ロウ 2018-2019

## 歴代所属選手

### GK
- ディーン・キーリー 1996-1999
- パディ・ケニー 1998-2002
- カスパー・シュマイケル 2006
- ダレン・ランドルフ 2008

### DF
- リー・ディクソン 1985-1986

### MF
- ガリー・フリットクロフト 1992

### FW
- バイチュン・ブティア 1999-2002
- コリン・カジム＝リチャーズ 2004-2005
- アレックス・ドブレ 2017-2018